# 英国信用管理学院
英国信用管理学院（Institude of Credit Management，ICM）是欧洲最大的信用管理机构。作为信用领域内的专家及值得信赖的领导者，ICM提供行业间贸易、消费和出口信贷、以及信用领域的相关服务。ICM成立至今已超过70年，是同类机构中唯一获得英国资格及考试监督办公室认可的机构。它为信用专业领域提供全方位的服务和量身定做的解决方案，并为广泛的商界提供服务和咨询意见，其中包括经认定的ICM/BIS现金流管理指南。